# Juillet noir
Juillet noir (en tamoul : கறுப்பு யூலை (Kaṟuppu Yūlai) ; කළු ජූලිය Kalu Juliya), ou communément appelé Black July, est le nom utilisé pour faire référence aux massacres anti-tamoul et aux émeutes ayant eu lieu au Sri Lanka entre le 23 juillet 1983 et le 30 juillet 1983. Les émeutes ont commencé en réponse à l'embuscade de l'infanterie sri lankaise Four Four Bravo le 23 juillet 1983 par les Tigres de libération de l'Îlam tamoul, qui tua 13 soldats de l'armée sri lankaise.
Les émeutes ont commencé dans la capitale Colombo la nuit du 24 juillet 1983, et les pogroms anti-tamoul se sont répandus dans tout le pays. Pendant 7 jours, des foules cingalaises ont attaqué des civils tamouls, pillant et brûlant leurs maisons, en tuant leurs occupants. Selon la BBC, le nombre de morts estimés varie entre 400 et 3000 personnes selon que les sources sont cingalaises ou tamoules,. 8 000 maisons et 5 000 commerces ont été détruits et 150 000 personnes ont perdu leurs habitations. Le coût économique de ces émeutes est estimé à plus de 300 millions de dollars. Juste après cet événement, une vague massive de Tamouls ont fui en tant que réfugiés politiques ou immigrés, tandis que des milliers d'autres ont rejoint les groupes militants,.
Juillet Noir est généralement vu comme le point de départ de la guerre civile du Sri Lanka entre les militants séparatistes tamouls et le gouvernement sri lankais cingalais,,.
Le mois de juillet est devenu un mois de commémoration pour la communauté tamoule sri lankaise et ses sympathisants dans le monde.

## Contexte
Pendant la colonisation britannique, de nombreux Tamouls sri-lankais, en particulier ceux de la péninsule de Jaffna, ont profité des installations éducatives mises en place par les Missions américaines de Ceylan (en). Grâce à cette éducation sélective, les Britanniques ont appliqué leur doctrine de diviser pour régner, comme au Raj britannique, en installant ces Tamouls éduqués de manière occidentale, à des métiers de la fonction publique et du haut corps d'état. Lorsque le Sri Lanka a gagné son indépendance en 1948, la majorité des emplois gouvernementaux était occupée par des Tamouls.
Entre 1948 et 1972, le Sri Lanka n'est pas encore une république à part entière, mais un dominion du Commonwealth, les Gouverneurs-généraux étaient britanniques et n'avaient qu'un rôle de représentant de la couronne, contrairement au Premier ministre, qui avait les pouvoirs exécutifs. Dès l'indépendance et jusqu'à la constitution de 1972, le poste de Premier ministre est obtenu par les élections législatives : le responsable du parti vainqueur devient le nouveau Premier ministre. Sachant que la population du Sri Lanka est à 75 % peuplée de Cingalais, les postes de responsabilité sont implacablement devenus inaccessibles aux minorités.
En 1956, la loi Sinhala Only Act met le feu au poudre entre les Tamouls et les Cingalais. Jusqu'alors, la seule langue officielle était l'anglais, parlé par seulement 5 % de la population. Cette nouvelle loi promeut la langue cingalaise comme la seule langue officielle, interdisant donc l'usage de la langue tamoule dans toutes les structures administratives du pays. L'application de cette loi prive totalement les populations tamoules de la province de l'est et du nord de rejoindre les institutions gouvernementales, où leur langue est devenue interdite. Des manifestations et des émeutes ont lieu dans tout le pays, autant par les Tamouls que par la jeunesse communiste cingalaise, qui seront calmées très rapidement, sauf dans l'est du pays, où le nombre de policiers présents était insuffisant, ce qui conduira au massacre de Gal Oya. Pour calmer les Tamouls, le Premier ministre Solomon Bandaranaike propose le Pacte Bandaranaike–Chelvanayakam (en) qui autorisera la langue tamoule dans certaines institutions, mais laisse traîner la signature de l'accord pour calmer les extrémistes nationalistes cingalais jusqu'au 26 juillet 1957.
En 1958, après des mois de pressions par les moines bouddhistes cingalais, le Premier ministre Bandaranaike décide d'abroger le pacte unilatéralement le 9 avril 1958. Le parti fédéraliste tamoul Ilankai Tamil Arasu Kachchi décide alors de faire un sit-in non violent satyagraha pour protester contre ce retournement de situation le 22 mai 1958. Ce qui attise la haine des extrémistes cingalais qui entament un massacre à l'échelle nationale de Tamouls, où des centaines de Tamouls mourront sans raison. Après 5 jours d'émeutes nationales, la confiance entre les deux ethnies est définitivement brisée. Le premier ministre Bandaranaike tentera de calmer les Tamouls en ratifiant la Loi no 28 de 1958 sur la langue tamoule le 14 août 1958. Mais cette action fut très mal vécue par les Cingalais, et le premier ministre sera assassiné par un moine bouddhiste cingalais par un coup de revolver le 26 septembre 1959.
En 1971, une nouvelle Politique de normalisation (en) rend quasi impossible l'accès aux universités pour les Tamouls. Cette loi envenime les relations entre les politiques tamouls et cingalais.
En 1977, lors des élections législatives de 1977, tous les partis tamouls se sont alliés sous la bannière des Tamil United Liberation Front, et sachant que la première ministre de l'époque Sirimavo Bandaranaike, et épouse du défunt précédent Premier ministre Solomon Bandaranaike, était réellement impopulaire, l'alliance tamoul réussit l'exploit de finir en deuxième position du scrutin. Ce qui fit de ce parti, le parti de l'opposition. C'est un choc pour la communauté cingalaise qui se lança dans les massacres anti-tamouls de 1977.
En 1981, une foule d'origine cingalaise ont incendié la bibliothèque de Jaffna. Au moment de sa destruction, la bibliothèque était l'une des plus grandes d'Asie, contenant plus de 97 000 livres et manuscrits. Ce fut l'un des exemples de biblioclasme les plus violents du xxe siècle.
N'ayant pris aucune mesure significative pour punir les auteurs de la violence et louant les foules comme des héros du peuple cingalais. Le président Jayewardene fait une interview au Daily Telegraph le 11 juillet 1983, deux semaines avant les émeutes de Juillet Noir, où il exprime la complicité de l'État dans la violence contre les Tamouls:
« Je ne m'intéresse plus à l'opinion des habitants de Jaffna, nous ne pouvons plus penser à eux, ni à leurs vies, ni à leurs opinions. Plus il y aura de pression dans le nord, plus les Cingalais seront heureux ici... Vraiment, si je fais en sorte que les Tamouls meurent de faim, les Cingalais seront heureux ici... »
Le 23 juillet 1983 à 23 h 30, les Tigres Tamouls font une embuscade à la patrouille militaire Four Four Bravo à Thirunelveli, un village proche de Jaffna. Une bombe placée au bord de la route a explosé sous la jeep qui menait le convoi, blessant au moins deux soldats à bord. Les soldats voyageant à l'arrière du camion jeep sont descendus pour aider leurs collègues. Ils se sont fait tirer dessus avec des armes automatiques. Dans les affrontements qui se sont ensuivis, un officier et 12 soldats sont morts, et deux autres ont succombé à leurs blessures.  Kittu, un commandant régional des LTTE a avoué avoir planifié l'embuscade, en représailles à la mort de Charles Anthony (en), l'un des membres fondateurs des Tigres Tamouls.

## Juillet Noir

### Dimanche 24 juillet
L'armée, de par son Commandant Tissa Weeratunga, ne voulait pas que les funérailles des soldats aient lieu à Jaffna, et à cause des perturbations possibles dans leurs villages d'origine, ils ne voulaient pas non plus remettre les corps à leurs familles,. La décision a donc été prise au plus haut niveau de tenir les funérailles au cimetière général de Colombo à Kanatte, avec tous les honneurs militaires. Le Premier ministre du Sri Lanka Ranasinghe Premadasa, craignant une explosion de violence, était contre la tenue des funérailles à Colombo, mais le Président Jayewardene l'a rejeté. Le président, le Premier ministre et tous les ministres devaient assister aux funérailles le 24 juillet 1983. Ce plan était contraire à la procédure d'enterrement des soldats tombés au combat, qui auraient dû être envoyés dans leurs villages d'origine.
Des préparatifs ont été faits pour les funérailles et l'escouade anti-émeute a été déployée. Mais à 17 heures, les corps n'étaient toujours pas arrivés à Colombo. En raison de problème de procédure, les corps étaient toujours dans le camp de l'armée de Palali près de Jaffna, et ont finalement été déplacés vers l'aéroport de Jaffna à 18h. Au cimetière général de Colombo, le retard a commencé à faire monter la tension, et une foule nombreuse d'environ 3 000 personnes des bidonvilles de Wanathamulla, a commencé à se rassembler au cimetière, irritée d'apprendre que l'embuscade était prétendument sauvage.  L'avion qui transportait les corps est arrivé à l'aéroport de Ratmalana à 19 h 20. La foule a continué à grandir pour atteindre 8 000 personnes à cette heure-là, et des bagarres ont commencé à éclater entre la foule et la police, et l'escouade anti-émeute est intervenue en tirant des gaz lacrymogènes, puis en chargeant dans la foule. Le président a alors décidé d'annuler les funérailles et de remettre les corps aux familles. 
Les émeutes ont commencé à ce moment : la foule a été dispersée, et une partie est partie à proximité Borella, où ils ont détruit les magasins Nagalingam appartenant à des Tamouls. Vers 20h, on comptait environ près 10 000 émeutiers, qui ont pillé, et mis le feu à tout ce qui avait un rapport avec ce qui est tamoul, y compris tous les logements de Borella et le club de cricket Tamil Union Cricket Athletic Club.. La police continuait de tirer des gaz lacrymogènes sur la foule, mais après avoir épuisé tout leur stock, ils ont été obligés de tirer à balles réelles en l'air. La foule s'est ensuite divisée en direction des villes de Dematagoda, Maradana, Narahenpita, Grandpass et Thimbirigasyaya, où toutes les propriétés tamoules ont été incendiées.

### Lundi 25 juillet
À 9 h 30, le président Jayewardene a rencontré le Conseil de sécurité du pays à la President's House, à Colombo. Mais à une centaine de mètres à peine, le bâtiment Bristol, et le drapier Sarathas sur York Street, appartenant à des Tamouls, était en flammes.. En moins d'une heure, toutes les boutiques appartenant à des Tamouls sur Baillie Street, en face de la President's House, étaient en feu au moment où la réunion du Conseil de sécurité a pris fin. En voyant cela, le président a ordonné un couvre-feu à Colombo à partir de 18 heures,.
Les émeutes s'étaient répandues dans les bidonvilles de Canal Bank, de Grandpass, de Hattewatte, de Kirilapone, de Kotahena, de Maradana, de Modera, de Mutwal, de Narahenpita, de Slave Island et de Wanathamulla à 10 heures du matin. Des foules armées de couteaux de cuisine erraient dans les rues, attaquant et tuant des Tamouls. Les quartiers de Wellawatte et Dehiwala, qui contenaient le plus grand nombre de Tamouls à Colombo, étaient la prochaine cible. Les émeutes se sont ensuite propagées aux quartiers résidentiels de classe moyenne des appartements Anderson, Elvitigala Flats, Torrington Flats et Thimbirigasyaya. Et enfin, les Tamouls des quartiers riches de Cinnamon Gardens ont également été attaqués, de même que dans les banlieues de Kadawatha, Kelaniya, Nugegoda et Ratmalana . À l'heure du déjeuner, pratiquement toute la ville était en feu. Le président Voyant qu'il n'avait plus le contrôle, il avança le couvre-feu à 16 h 0, puis à 14 h 0, et l'a étendu au district de Gampaha voisin, car Negombo était en flamme. À Kalutara, les magasins TKVS ont été incendiés. Le propriétaire a sauté d'une fenêtre à l'étage, mais la foule l'a jeté dans le feu. Le couvre-feu a été étendu au district de Kalutara à 14h.
Sachant que les émeutes se sont multipliées comme une traînée de poudre, la police n'avait plus les effectifs nécessaires pour imposer le couvre-feu. L'armée a alors été appelée pour aider la police.
C'est alors qu'un événement important a eu lieu et qui aura alimenté les débats pendant plusieurs années : les émeutiers ont eu accès aux listes électorales des districts de la province de l'Ouest, permettant de localiser les logements des citoyens, et avec le nom de famille, de distinguer l'ethnie des personnes listées. Les Tamouls accusent depuis lors le gouvernement d'avoir fourni ces listes aux émeutiers,  et le gouvernement a toujours nié son implication directe en se justifiant qu'il y a eu des fuites de documents par en bas. Il n'existe à ce jour aucune preuve directe de l'implication du gouvernement, mais sachant qu'il a déjà été prouvé que le gouvernement avait déjà aidé des émeutiers par le passé dans les massacres de 1977 et dans l'incendie la bibliothèque de Jaffna, les soupçons ont suffi pour attiser la haine des Tamouls du pays.
Ainsi, énormément d'appartements appartenant à des Tamouls ont été ciblés, attaqués, pillés et mis à feu. De même pour toutes les zones industrielles de Ratmalana, où toutes les usines appartenant à des Tamouls ont été brulées, en épargnant celles appartenant aux Indiens et aux Cingalais. La journée se termina avec la mise à feu du fameux hôtel Tilly's Beach Hotel à Mount Lavinia.
L'un des incidents les plus notoires de la journée fut les assassinats de la prison de Welikada,  où trente-sept prisonniers tamouls, détenus en vertu de la loi en prévention de terrorisme, ont été tués par des prisonniers cingalais, à l'aide de couteaux et de massues. Les survivants ont affirmé que les gardiens de prison avaient laissé faire, mais selon l'enquête officielle (gouvernementale), les gardiens de prison ont affirmé que les clés leur avaient été volées.
En dehors de la province de l'Ouest, des émeutes ont commencé à éclater dans tout le pays, notamment à Galle, Kegalle, Trinquemalay et Vavuniya.
L'armée a été déployée trop tardivement pour contrôler les émeutes. Alors qu'un certain nombre de Tamouls ont fui leurs villes, de nombreux Cingalais et moors musulmans ont sauvé la vie de Tamouls. Beaucoup de Tamouls ont été abrités dans des bâtiments gouvernementaux, des temples ou encore des maisons cingalaises,.

### Mardi 26 juillet
Les émeutes se sont poursuivies à Wellawatte et Dehiwala, puis ont commencé à éclater dans la deuxième plus grande ville du pays, Kandy.  À 14 h 45, la pharmacie Delta sur Peradeniya Road était en feu, la police a réussi à prendre le contrôle de la situation, mais une heure plus tard, une foule armée de bidons d'essence et de cocktails Molotov ont attaqué les magasins tamouls de Castle Street, Colombo Street, King's Street et Trincomalee Street. Un couvre-feu a été imposé dans le district de Kandy dans la soirée du 26 juillet.
À Trincomalee, de fausses rumeurs ont commencé à circuler selon lesquelles les LTTE avaient capturé Jaffna, que la base navale de Karainagar avait été détruite et que le Naga Vihare avait été profané. Les marins basés à la base navale de Trincomalee se sont déchaînés en attaquant Central Street, Dockyard Street, Main Street et North Coast Street avant de retourner à leur base. Le temple hindou Sivan sur la route de Thirugnasambandan a été détruit.
Le couvre-feu a été étendu à l'échelle nationale le 26 juillet.

### Mercredi 27 juillet
Dans la province centrale, la violence s'est propagée à Nawalapitiya et Hatton. Badulla, la plus grande ville de la province voisine d'Uva, était jusqu'ici pacifique. Mais vers 10 h 30, une motocyclette appartenant à des Tamouls a été incendiée devant la tour de l'horloge à Badulla. Ce fut le début de l'embrasement de la province, des émeutiers ont commencé à détruire les usines des zones résidentielles et les maisons de nombreux Tamouls.
Le couvre-feu a été levé le 27 juillet à Colombo, et la journée a commencé dans un calme relatif. Malheureusement, à la gare de Fort, un train qui se dirigeait vers Jaffna a été arrêté alors qu'il partait de la plate-forme après la découverte de cartouches de fusil sur la piste. Les passagers cingalais du train ont commencé à attaquer des passagers tamouls, tuant douze personnes.
Après l'émeute de la prison de Welikada du 25 juillet, des prisonniers tamouls ont été transférés de la salle de la chapelle à l'immeuble des jeunes contrevenants. Dans la soirée du 27 juillet, les prisonniers cingalais ont maîtrisé les gardes, se sont armés de haches et ont attaqué les prisonniers tamouls dans le bâtiment des jeunes délinquants. Quinze prisonniers tamouls ont été tués,. Deux prisonniers tamouls ont été tués lors d'une émeute à la prison de Jaffna le même jour,.

### Jeudi 28 juillet
Badulla était toujours en feu le 28 juillet et les émeutes se propageaient de Lunugala à Passara, jusqu'à Nuwara Eliya et Chilaw. Mais la tension était enfin redescendue à Colombo, Kandy et Trincomalee.
Le président Jayewardene et son cabinet se sont réunis en session d'urgence le 28 juillet. Jayewardene a fait un appel au calme télévisée en primetime, et a blâmé la violence sur la suspicion maladive qui s'est développée entre le peuple cingalais et le peuple tamoul, provoquée par les demandes insistantes d'un État tamoul indépendant depuis 1976..
Le Tamil United Liberation Front, le plus grand parti politique tamoul du pays, avait adopté en 1976 la  Résolution de Vaddukoddai (en), prônant un État distinct nommé le Tamil Eelam. Le président a ainsi accusé les militants tamouls, car le peuple cingalais n'a fait que de réagir aux provocations. Ensuite, les dernières phrases du président Jayewardene ont scellé le déclenchement de la guerre en annonçant que le peuple cingalais n'acceptera jamais la division du pays qui a été une nation unie depuis 2 500 ans [sic] et a annoncé que le gouvernement « accèderait à la clameur [...] du peuple cingalais" et interdirait tout parti politique qui chercherait à diviser la nation, ».
Le 28 juillet, Indira Gandhi, la Première ministre indienne, a appelé Jayewardene et l'a informé de l'impact des émeutes en Inde. Elle a demandé à Jayewardene de recevoir le ministre des Affaires extérieures, P. V. Narasimha Rao, comme envoyé spécial.

### Vendredi 29 juillet
Colombo était calme le 29 juillet. Les Tamouls survivants se sont donc réfugiés dans des camps de fortune installés aux alentours de la ville. Vers 10 h 30, deux Cingalais sont tués sur la rue Gas Works Street.  Une foule commença à se former autour des cadavres et très vite, la rumeurs que les deux jeunes ont été tués par des Tigres tamouls et qu'ils se sont réfugiés dans le bâtiment Adam Ali. Le bâtiment a vite été encerclé par l'armée et la police, et un hélicoptère militaire a tiré à la mitrailleuse dans le bâtiment, mais aucun militant LTTE n'a été trouvé dans le bâtiment.
Les remous de cette opération ont créé une rumeur qu'un conflit armé avec les LTTE a été engagé dans les rues de Colombo. Les habitants sont alors pris dans un mouvement de panique, et s'enfuient par tous les moyens de transport possibles. La foule de Cingalais qui s'était amassée devant le bâtiment a commencé à s'armer, et à attaquer tous les Tamouls en fuite. Un Tamoul a été brûlé vif sur Kirula Road, onze autres sur Attidiya Road et la police trouve un van sur la même rue avec les morceaux de corps de 2 Tamouls et 3 Maures sri-lankais (musulmans).
La police a tiré sur la foule d'émeutiers, en tuant 15 Cingalais. À 14 h 0, le 29 juillet 1983, le couvre-feu est réinstallé d'urgence et ne sera retiré que le 1er août.

### Samedi 30 juillet
Bien que des violences ont éclaté à Nuwara Eliya, Kandapola, Hawa Eliya et Matale le 30 juillet. Le reste du pays est redevenu calme.
Le gouvernement fera interdire les trois partis politiques d'extrême gauche : le Parti communiste du Sri Lanka, Janatha Vimukthi Peramuna, et Nava Sama Samaja Party, qui sont considérés coupables d'inciter à la révolte. En effet, bien que ce fussent des partis cingalais, ils ont été pris en flagrant délit d'incitation à la haine en motivant leurs militants. Ils avaient cherché à créer une instabilité politique pour asseoir un gouvernement communiste.

## Pertes humaines et conséquences
La BBC accuse ouvertement le gouvernement sri-lankais d'être complice avec les émeutiers cingalais,.
Le Premier Ministre Premadasa a organisé la création d'un refuge, dans 5 écoles primaires, pour loger temporairement et nourrir les 20 000 Tamouls sans abris de Colombo.
Les estimations des pertes varient. Alors que le gouvernement a initialement déclaré que seulement 250 Tamouls avaient été tués, diverses ONG et agences internationales estiment qu'entre 400  et   3 000 personnes ont été tuées dans les émeutes,. Avec les cinquante-trois détenus tués dans le massacre de la prison de Welikade, le gouvernement sri-lankais a réévalué le nombre de morts à environ 300 morts,.
Après ce mois de juillet 1983, plus de 100 000 Tamouls ont fui le pays vers l'Europe, l'Australie et le Canada. Et de nombreux jeunes ont également rejoint les Tigres tamouls.

## Jour de mémoire
Le mois de juillet est devenu une période de deuil et de commémoration pour les Tamouls du monde entier. Des commémorations ont souvent lieu au Canada, en Suisse, en Norvège, au Danemark, en Allemagne, en France, en Grande-Bretagne, en Australie et en Nouvelle-Zélande.